# Молчанський заказник
 Молчанський (Мовча́нський) зака́зник — ландшафтний заказник місцевого значення в Україні. Об'єкт природно-заповідного фонду Сумської області. 
Розташований у межах Путивльського району Сумської області, на південь від села Линове, що на схід від міста Путивля. 
Площа 706 га. Перебуває у віданні: Линівська сільська рада (372,5 га), Юр'ївська сільська рада 333,5 га). 
Заказник охоплює частину великого болотного масиву «Мовче», що в заплаві річки Горн (притока Сейму). На території, де колись були торфорозробки, вже тривалий час відбувається відновлення рослинності. 
На більшій частині території заказника переважають зарості чагарникових верб в комплексі із обводненими зниженнями колишніх кар'єрів. На таких зниженнях суцільною стіною виділяються зарості очерету звичайного. Місцями трапляються ділянки з переважанням осоки омської, побережної, гостроподібної та зрідка дернистої. Поруч можна натрапити на зарості рогозу широколистого. 
В обводнених зниженнях та заростаючих бічних каналах зростають водно-болотні рослини: омег водяний, частуха подорожникова, хвощ річковий, а також калюжниця болотна. 
Окремі угруповання утворює цінна лікарська рослина — валеріана висока. Тут же можна побачити фіолетові суцвіття живокосту лікарського. На одній з ділянок була виявлена рідкісна для Сумщині рослина — вовче тіло звичайне. Інколи суцільні плями утворює високий злак — куничник сіруватий. 
Між обводненими зниженнями значні площі займають здебільшого зарості чагарникових верб. Переважає верба попеляста, трапляються верба п'ятитичинкова та тритичинкова. Серед цих заростей можна побачити вербу мирзинолисту — льодовиковий релікт, малопоширений вид на Сумщині. Водне дзеркало водойм затягнуте суцільними заростями ряски малої та ряски триборозденчатої. Тут також ростуть: верба біла, верба прутовидна, а також молоді вільхи. 
У заказнику сформувався типовий комплекс водно-болотних тварин. Серед птахів домінують очеретянка лучна і синьошийка, подекуди — вівсянка очеретяна і кобилочка-цвіркун. Трапляється лунь очеретяний, а із чапель — бугай. На каналах гніздяться крижні та водяні курочки. На луках можна побачити трав'янку лучну, почути деркача (занесений до Європейського Червоного списку). 
Наявність у заказнику деревно-чагарникових заростей обумовила формування комплексу дендрофільних птахів, з яких найчисленнішими є соловейко східний, дрізд чорний та співочий, славка сіра, вівсянка звичайна, сорокопуд терновий. Трапляються також крук, сорока, вівчарик-ковалик, славка чорноголова. У заказнику гніздиться регіонально рідкісний птах — чечевиця звичайна. 
Іншою чисельною групою тварин є земноводні, з яких домінують жаба озерна і кумка червоночерева. З плазунів можна побачити черепаху болотяну, вужа звичайного. Із ссавців досить звичними є свиня дика, сарна європейська, лисиця звичайна та заєць сірий. Тут також трапляється бобер річковий, мешкають горностай та видра річкова, занесені до Червоної книги України. 
Найбільша цінність заказника полягає в тому, що на місці осушеного болота після видобутку торфу формуються лісово-болотні та водно-болотні комплекси рослин і тварин, які згладжують негативні наслідки проведеної меліорації.